# Gran Premi d'Itàlia del 1960
Resultats del Gran Premi d'Itàlia de Fórmula 1 de la temporada 1960 disputat al circuit de Monza el 4 de setembre del 1960.

## Resultats
| Pos | No | Pilot              | Equip                   | Voltes | Temps/ Retirada | Pos. de sortida | Punts |
| --- | -- | ------------------ | ----------------------- | ------ | --------------- | --------------- | ----- |
| 1   | 20 | Phil Hill          | Ferrari                 | 50     | 2h 21' 09. 2    | 1               | 8     |
| 2   | 18 | Richie Ginther     | Ferrari                 | 50     | + 2' 27.6 min.  | 2               | 6     |
| 3   | 16 | Willy Mairesse     | Ferrari                 | 49     | + 1 Volta       | 3               | 4     |
| 4   | 2  | Giulio Cabianca    | Cooper - Castellotti    | 48     | + 2 Voltes      | 4               | 3     |
| 5   | 22 | Wolfgang von Trips | Ferrari                 | 48     | + 2 Voltes      | 6               | 2     |
| 6   | 26 | Hans Herrmann      | Porsche                 | 47     | + 3 Voltes      | 10              | 1     |
| 7   | 24 | Edgar Barth        | Porsche                 | 47     | + 3 Voltes      | 12              |       |
| 8   | 12 | Piero Drogo        | Cooper - Climax         | 45     | + 5 Voltes      | 15              |       |
| 9   | 10 | Wolfgang Seidel    | Cooper - Climax         | 44     | + 6 Voltes      | 13              |       |
| 10  | 28 | Fred Gamble        | Behra-Porsche - Porsche | 41     | + 9 Voltes      | 14              |       |
| Ret | 6  | Brian Naylor       | JBW - Maserati          | 41     | Caixa canvi     | 7               |       |
| Ret | 34 | Alfonso Thiele     | Cooper - Maserati       | 32     | Caixa canvi     | 9               |       |
| Ret | 4  | Gino Munaron       | Cooper - Castellotti    | 27     | Motor           | 8               |       |
| Ret | 36 | Giorgio Scarlatti  | Cooper - Maserati       | 26     | Motor           | 5               |       |
| Ret | 30 | Vic Wilson         | Cooper - Climax         | 23     | Motor           | 16              |       |
| Ret | 8  | Arthur Owen        | Cooper - Climax         | 0      | Accident        | 11              |       |

## Altres
- Pole: Phil Hill 2' 41. 4

- Volta ràpida: Phil Hill 2' 43. 6 (a la volta 23)